# CGC Viareggio 2010-2011
Questa voce raccoglie le informazioni riguardanti del CGC Viareggio nelle competizioni ufficiali della stagione 2010-2011.

## Stagione
Trentunesima stagione di massima serie, A1. Per la prima volta nella sua storia, il CGC Viareggio arriva primo in classifica. Proprio all'ultima giornata, i bianconeri riescono a sopravanzare il Valdagno: vittoria in casa per i primi, pareggio esterno a Molfetta per i secondi.
Come allenatore ed alcune volte anche giocatore, viene ingaggiato Massimo Mariotti al posto di Alessandro Cupisti. Dopo Orlandi, anche i fratelli Bertolucci tornano a vestire la maglia bianconera.

## Risultati

### Girone Andata
| 16 ottobre 2010, ore 20:45 CEST 1ª giornata | CGC Viareggio | 11 – 9 | Molfetta |  |

| 23 ottobre 2010, ore 20:45 CEST 2ª giornata | Prato | 0 – 8 | CGC Viareggio |  |

| 30 ottobre 2010, ore 20:45 CEST 3ª giornata | CGC Viareggio | 5 – 3 | Forte Marmi |  |

| 6 novembre 2010, ore 20:45 CEST 4ª giornata | Roller Bassano | 1 – 5 | CGC Viareggio |  |

| 13 novembre 2010, ore 20:45 CEST 5ª giornata | CGC Viareggio | 6 – 2 | Follonica |  |

| 16 novembre 2010, ore 20:45 CEST 6ª giornata | AFP Giovinazzo | 4 – 6 | CGC Viareggio |  |

| 27 novembre 2010, ore 20:45 CEST 7ª giornata | Marzotto Valdagno | 7 – 4 | CGC Viareggio |  |

| 4 dicembre 2010, ore 20:45 CEST 8ª giornata | CGC Viareggio | 3 – 4 | Breganze |  |

| 7 dicembre 2010, ore 20:45 CEST 9ª giornata | Amatori Lodi | 2 – 7 | CGC Viareggio |  |

| 11 dicembre 2010, ore 20:45 CEST 10ª giornata | Seregno | 1 – 3 | CGC Viareggio |  |

| 14 dicembre 2010, ore 20:45 CEST 11ª giornata | CGC Viareggio | 6 – 4 | Bassano |  |

| 8 gennaio 2011, ore 20:45 CEST 12ª giornata | CGC Viareggio | 5 – 3 | Sarzana |  |

| 11 gennaio 2011, ore 20:45 CEST 13ª giornata | Pordenone | 3 – 9 | CGC Viareggio |  |

### Girone Ritorno
| 15 gennaio 2011, ore 20:45 CEST 14ª giornata | Molfetta | 3 – 7 | CGC Viareggio |  |

| 25 gennaio 2011, ore 20:45 CEST 15ª giornata | CGC Viareggio | 6 – 2 | Prato |  |

| 29 gennaio 2011, ore 20:45 CEST 16ª giornata | Forte Marmi | 0 – 6 | CGC Viareggio |  |

| 5 febbraio 2011, ore 20:45 CEST 17ª giornata | CGC Viareggio | 7 – 1 | Roller Bassano |  |

| 12 febbraio 2011, ore 20:45 CEST 18ª giornata | Follonica | 3 – 5 | CGC Viareggio |  |

| 19 febbraio 2011, ore 20:45 CEST 19ª giornata | CGC Viareggio | 14 – 8 | AFP Giovinazzo |  |

| 26 febbraio 2011, ore 20:45 CEST 20ª giornata | CGC Viareggio | 3 – 5 | Marzotto Valdagno |  |

| 5 marzo 2011, ore 20:45 CEST 21ª giornata | Breganze | 2 – 3 | CGC Viareggio |  |

| 12 marzo 2011, ore 20:45 CEST 22ª giornata | CGC Viareggio | 4 – 1 | Amatori Lodi |  |

| 19 marzo 2011, ore 20:45 CEST 23ª giornata | CGC Viareggio | 6 – 0 | Seregno |  |

| 26 marzo 2011, ore 20:45 CEST 24ª giornata | Bassano | 2 – 4 | CGC Viareggio |  |

| 2 aprile 2011, ore 20:45 CEST 25ª giornata | Sarzana | 5 – 4 | CGC Viareggio |  |

| 12 aprile 2011, ore 20:45 CEST 26ª giornata | CGC Viareggio | 10 – 2 | Pordenone |  |

### Play-Off
| Arbitri: | Perrone (Bari) Marra (Salerno) |

|                                                         |            |                                                                                 |
| F. De Rinaldis 3'12" 44'18" Sterpini 9'33" Borsi 16'29" | Marcatori  | E. Mariotti 12'40" M. Bertolucci 14'20" 35'11" D. Motaran 36'03" Orlandi 40'15" |
| M. Cinquini                                             | Allenatori | M. Mariotti                                                                     |

| Arbitri: | Tartarelli (Bari) Strippoli (Bari) |

| |            |                               |
| M. Bertolucci 1'57" 3'17" 19'05" 42'47" 43'04" 44'52" 46'07" D. Motaran 2'21" Orlandi 2'41" A. Bertolucci 23'53" | Marcatori  | Borsi 44'26" Di Donato 47'22" |
| M. Mariotti | Allenatori | M. Cinquini                   |

| Arbitri: | Eccelsi (Novara) Galoppi (Grosseto) |

|                     |            |                                                                                      |
| Cocco 46'33" 46'50" | Marcatori  | M. Bertolucci 12'39" 29'26" 41'08" 48'13" Orlandi 14'23" A. Bertolucci 37'54" 46'21" |
| Vanzo               | Allenatori | M. Mariotti                                                                          |

| Arbitri: | Bisacco (Grosseto) Fronte (Novara) |

|                      |            |                     |
| Orlandi 7'24" 37'00" | Marcatori  | D. Nicoletti 23'33" |
| M. Mariotti          | Allenatori | Vanzo               |

| Arbitri: | Tartarelli (Bari) Galoppi (Grosseto) |

|                                                |            | |
| Antezza 8'22" Nicolía 9'19" 35'13" Rigo 34'26" | Marcatori  | M. Bertolucci 2'46" 3'35" 48'44" D. Motaran 20'38" 31'16" 42'38" A. Bertolucci 38'01" 46'25" Orlandi 49'59" |
| Marozin                                        | Allenatori | M. Mariotti                                                                                                 |

| Arbitri: | Perrone (Bari) Eccelsi (Novara) |

|                                                                     |            |               |
| A. Bertolucci 17'42" 21'32" 46'40" D. Motaran 41'25" Orlandi 42'41" | Marcatori  | Antezza 6'48" |
| M. Mariotti                                                         | Allenatori | Marozin       |

| Arbitri: | Fermi (Piacenza) Barbarisi (Salerno) |

|                                                              |            |                                      |
| Orlandi 6'59" 24'59" E. Mariotti 15'48" M. Bertolucci 38'38" | Marcatori  | Nicolía 10'06" 45'35" Antezza 16'48" |
| M. Mariotti                                                  | Allenatori | Marozin                              |

### Coppa Italia
Il girone A fu disputato a Viareggio dal 9 al 10 ottobre 2010. Il CGC Viareggio partecipa alla seconda fase in quanto finalista stagione precedente.
| Squadra       | Pt | G | V | N | P | GF | GS | DG  |
| ------------- | -- | - | - | - | - | -- | -- | --- |
| CGC Viareggio | 9  | 3 | 3 | 0 | 0 | 21 | 9  | +12 |
| GSH Molfetta  | 6  | 3 | 2 | 0 | 1 | 11 | 14 | -3  |
| Sarzana       | 3  | 3 | 1 | 0 | 2 | 10 | 12 | -2  |
| Breganze      | 0  | 3 | 0 | 0 | 3 | 8  | 15 | -7  |

| Viareggio 9 ottobre 2010, ore 21:00 CET | CGC Viareggio     | 5 – 2 | Breganze | PalaBarsacchi\| Arbitri: \| Eccelsi Strippoli \| |
| Arbitri:                                | Eccelsi Strippoli |       |          |                                                  |

| Viareggio 10 ottobre 2010, ore 11:30 CET | GSH Molfetta      | 3 – 10 | CGC Viareggio | PalaBarsacchi\| Arbitri: \| Eccelsi Strippoli \| |
| Arbitri:                                 | Eccelsi Strippoli |        |               |                                                  |

| Viareggio 10 ottobre 2010, ore 21:00 CET | CGC Viareggio     | 6 – 4 | Sarzana | PalaBarsacchi\| Arbitri: \| Eccelsi Strippoli \| |
| Arbitri:                                 | Eccelsi Strippoli |       |         |                                                  |

#### Finale
| Arbitro: | Eccelsi (Novara) |

|                                                                      |            |                                                                                |
| M. Bertolucci 3'19" 42'16" D. Motaran 27'05" 49'48" D. Farran 40'05" | Marcatori  | 9'59" 41'34" D. Rigo 23'31" C. Nicolia 31'24" J. Travasino 41'46" M. Tataranni |
| Massimo Mariotti                                                     | Allenatori | Gaetano Marozin                                                                |

| Arbitro: | Fermi (Piacenza) |

|                                               |            |                                                                    |
| V. Antezza 0'56" 11'34" D. Rigo 42'04" 44'25" | Marcatori  | 15'57" D. Farran 29'11" 39'41" 58'52" D. Motaran 37'03" A. Orlandi |
| Gaetano Marozin                               | Allenatori | Massimo Mariotti                                                   |

## Maglie e sponsor
| 1ª divisa | 2ª divisa |

## Organigramma societario
- Presidente: Alessandro Palagi
- Vicepresidente: Massimo Barozzi
- Consiglieri: Renzo Pardini
- Direttore sportivo:
- Segretaria:
- Addetto stampa:

## Organico

### Giocatori
Dati tratti dal sito internet ufficiale della Federazione Italiana Sport Rotellistici.
| N° | Naz.                 | Ruolo    | Sportivo              |  |  |  |
| -- | -------------------- | -------- | --------------------- |  |  |  |
| 1  | Italia (bandiera)    | Portiere | Alessio Carmazzi      |  |  |  |
| 2  | Italia (bandiera)    | Esterno  | Davide Motaran        |  |  |  |
| 6  | Italia (bandiera)    | Esterno  | Massimo Mariotti      |  |  |  |
| 10 | Italia (bandiera)    | Portiere | Leonardo Barozzi      |  |  |  |
| 69 | Italia (bandiera)    | Esterno  | Enrico Mariotti       |  |  |  |
| 88 | Italia (bandiera)    | Esterno  | Andrea Deinite        |  |  |  |
| 5  | Italia (bandiera)    | Esterno  | Nicola Palagi         |  |  |  |
| 85 | Italia (bandiera)    | Esterno  | Mirko Bertolucci      |  |  |  |
| 9  | Italia (bandiera)    | Esterno  | Alessandro Bertolucci |  |  |  |
| 8  | Italia (bandiera)    | Esterno  | Alberto Orlandi       |  |  |  |
| 7  | Italia (bandiera)    | Esterno  | Emiliano Brunelli     |  |  |  |
| 3  | Argentina (bandiera) | Esterno  | David Farran          |  |  |  |

### Staff tecnico
- 1º Allenatore:  Massimo Mariotti
- 2º Allenatore: n.a.
- Meccanico:

### Mercato
| E | Massimo Mariotti                 | Castiglione   |
| E | Enrico Mariotti (girone ritorno) | Castiglione   |
| E | Mirko Bertolucci                 | Reus Deportiu |
| E | Alessandro Bertolucci            | Reus Deportiu |
| E | David Farran (girone andata)     | Follonica     |
| E | Davide Motaran                   | Valdagno      |

| E | Francesco Dolce  | SCRA Saint-Omer |
| E | Juan Travasino   | Valdagno        |
| E | Martin Montivero | Candelária      |
| E | Leonardo Squeo   | Seregno 2012    |